# Weston (Somerset)
Weston – dzielnica miasta Bath w Anglii, w hrabstwie Somerset, w dystrykcie (unitary authority) Bath and North East Somerset. Leży 3 km od centrum miasta Bath. W 2018 miejscowość liczyła 5734 mieszkańców. W 1911 roku civil parish liczyła 6285 mieszkańców. Weston jest wspomniana w Domesday Book (1086) jako Westone/Westona.